# مرقد ومسجد طلحة بن عبيد الله
مرقد ومسجد الصحابي طلحة بن عبيد الله التَّيمي القُرشي الكناني (نحو 26 ق.هـ/598م - 36 هـ/656م).
المرقد أو الضريح هو من المراقد الإسلامية القديمة الأثرية في العراق، كان يُسمى مشهد طلحة، وفيه دُفن الصحابي طلحة بن عبيد الله، قال ابن بطوطة المتوفى سنة (779 هـ/1377م ) في رحلته حين ذكر المشاهد المباركة بالبصرة "فمنها مشهد طلحة بن عبيد الله أحد العشرة رضي الله عنه وهو بداخل البصرة وعليه قبة ومسجد وزاوية، فيها الطعام للوارد والصادر، وأهل البصرة يعظمونه تعظيماً شديداً وحَقَّ له"، ثم بُني مسجد قرب قبرهِ في محافظة البصرة، حيث بنتهُ وزارة الأوقاف والشؤون الدينية عام 1393هـ/1973م، والمبنى مربع الشكل تعلوهُ قبة مدورة ويحيط بالحرم النوافذ من كل جانب ويقع باب الحرم من الجهة الشمالية وأمام الحرم توجد طارمة يبلغ طولها عشرة أمتار وبعرض مترين، وبالقرب من المسجد توجد قبة مربعة الشكل فيها مرقد الصحابي طلحة بن عبيد الله، ويقع المسجد في الزبير عند المفرق الذي يتفرع إلى طريق الكويت وأم قصر.
ولقد دمر وحطم المبنى بالكامل في عام 1426هـ/2006م، حيث جرى تفجير المرقد بواسطة عبوات ناسفة من قبل مجموعة من المسلحين بعد تفجير ضريح العسكريين 2006، وكذلك هدم مبنى المسجد الملحق بالمرقد وسرقت مقتنياتهِ وأثاثهِ، ولم يتبق منهُ الآن إلا شاهد قبرهِ في مرقده.